# みんなのスキマスイッチ
『みんなのスキマスイッチ』は、スキマスイッチ初のトリビュート・アルバム。

## 概要
- スキマスイッチのデビュー20周年を記念したトリビュートアルバム[1]。
- ジャケットには、“初期三部作”と言われる『夏雲ノイズ』『空創クリップ』『夕風ブレンド』のジャケットを手がけたイラストレーター・塩田雅紀のイラストを使用しており、観客が待つフェス会場にスキマスイッチの2人が向かう様子が描かれている[1]。

## 収録曲
全作詞・作曲：スキマスイッチ
1. 奏（かなで）／Uru
  - 初出：2ndシングル（2004年3月10日）
  - 映画『ラフ ROUGH』挿入歌
  - フジテレビ系4夜連続ドラマ『卒うた』第3夜主題歌[2]
  - 東京海上日動あんしん生命保険「メディカルKit R スキマスイッチ 「奏(かなで)」 for 東京海上日動あんしん生命篇」CMソング[3]
2. ふれて未来を／HY
  - 初出：3rdシングル（2004年6月16日）
  - TBS系TV全国ネット『日立 世界・ふしぎ発見!』エンディングテーマ[4]
  - 映画『ラフ ROUGH』挿入歌
3. 全力少年／SHISHAMO
  - 初出：5thシングル（2005年4月20日）
  - NTTDoCoMo関西 TV-CMソング
  - 日本テレビ系『音楽戦士 MUSIC FIGHTER』2005年4月度オープニングテーマ
  - 東宝配給映画『ラフ ROUGH』挿入歌
  - OVA『東京マーブルチョコレート 全力少年編』主題歌
  - ジャストシステム 「スマイルゼミ 全力キッズテニス編」CMソング
  - Amerta Indah Otsuka 「POCARI SWEAT Bintang SMA」CMソング[5]
  - ディズニー/ピクサー映画『2分の1の魔法』日本版エンドソング[6]
  - JR西日本「目的地は、新しい希望だ。篇」CMソング[7]
4. 雨待ち風／Aimer
  - 初出：6thシングル（2005年6月22日）
  - カルビー「夏ポテト」CMソング[8]
5. キレイだ／SUPER BEAVER
  - 初出：2ndアルバム『空創クリップ』（2005年7月20日）
6. ボクノート／いきものがかり
  - 初出：7thシングル（2006年3月1日）
  - 全国東宝系映画『ドラえもん のび太の恐竜2006』主題歌
7. ガラナ／sumika
  - 初出：8thシングル（2006年8月16日）
  - 全国東宝系映画『ラフ ROUGH』主題歌
8. 藍／JUJU
  - 初出：3rdアルバム『夕風ブレンド』（2006年11月29日）
9. 1+1／徳永英明
  - 初出：3rdアルバム『夕風ブレンド』（2006年11月29日）
10. ゴールデンタイムラバー／星街すいせい
  - 初出：12thシングル（2009年10月14日）
  - MBS・TBS系アニメ『鋼の錬金術師 FULLMETAL ALCHEMIST』第3期オープニングテーマ[9][10]（第27話 - 第38話）
  - 第一興商「DAM★うたフル」CMソング[11]
11. デザイナーズマンション／tonun
  - 初出：4thアルバム『ナユタとフカシギ』（2009年11月4日）

## 演奏
- Uru：Vocal (#1)
- トオミヨウ：Arrangement, Piano & Programming (#1)
- 室屋光一郎ストリングス：Strings (#1)
- 新里英之 (HY)：Vocal & Acoustic Guitar, 三線 (#2)
- 名嘉俊 (HY)：Drums & Vocal (#2)
- 許田信介 (HY)：Bass (#2)
- 仲宗根泉 (HY)：Keyboards & Vocal (#2)
- 矢野まき：Chorus Arrangement (#2)
- 松岡モトキ：Arrangement, Electric Guitar, Ukulele (#2)
- きなみうみ：Arrangement, Keyboards (#2)
- 宮崎朝子 (SHISHAMO)：Vocal, Chorus, Guitar (#3)
- 松岡彩 (SHISHAMO)：Bass (#3)
- 吉川美冴貴 (SHISHAMO)：Drums (#3)
- Aimer：Vocal (#4)
- 玉井健二：Programming & All Instruments (#4)
- 渋谷龍太 (SUPER BEAVER)：Vocal (#5)
- 柳沢亮太 (SUPER BEAVER)：Guitars & Chorus (#5)
- 上杉研太 (SUPER BEAVER)：Bass (#5)
- 藤原広明 (SUPER BEAVER)：Drums, Shaker, Triangle (#5)
- 吉岡聖恵 (いきものがかり)：Vocal (#6)
- 水野良樹 (いきものがかり)：Chorus (#6)
- 江口亮：Arrangement, Strings Arrangement (#6)
- miri (レトロリロン)：Strings Arrangement (#6)
- 設楽博臣：Guitar (#6)
- 御供信弘：Bass (#6)
- 城戸紘志：Drums (#6)
- 平畑徹也：Piano (#6)
- 徳永友美ストリングス：Strings (#6)
- 片岡健太 (sumika)：Vocal & Acoustic Guitar (#7)
- 小川貴之 (sumika)：Vocal, Keyboards, Programming, Strings Arrangement,  Horn Arrangement  (#7)
- 荒井智之 (sumika)：Drums (#7)
- 須藤優：Wood Bass, Electric Bass (#7)
- 村上基：Trumpet, Horn Arrangement (#7)
- 後関好宏：Sax (#7)
- ジェントル久保田：Trombone (#7)
- おかのやともか：Chorus (#7)
- 岡村美央ストリングス：Strings (#7)
- 岡村美央：1st Violin & Strings Arrangement (#7)
- 伊能修：1st Violin (#7)
- 杉野裕、下川美帆：2nd Violin (#7)
- 二木美里：Viola (#7)
- 村中俊之：Cello (#7)
- JUJU：Vocal (#8)
- 石成正人：Guitars & Programming (#8)
- 堀沢真己：Cello (#8)
- 徳永英明：Vocal (#9)
- 坂本昌之：Piano (#9)
- 結城貴之：Cello (#9)
- 星街すいせい：Vocal (#10)
- みきとP：Arrangement (#10)
- 横山恵：Drums (#10)
- 緋山侑：Bass (#10)
- 佐々木聡作：Keyboards (#10)
- tonun：Vocal, Guitar (#11)
- Marty Holoubek：Bass (#11)
- Jack Atherton：Drums (#11)

## プロモーション
本作のリリースに伴い、様々なキャンペーンが展開された。
- 購入する対象店舗に応じて先着で購入特典がプレゼントされた。

| 対象店舗                                                     | 特典内容                    |
| ------------------------------------------------------------ | --------------------------- |
| Amazon.co.jp                                                 | メガジャケ                  |
| 楽天ブックス                                                 | A4クリアファイル（絵柄1種） |
| UNIVERSAL MUSIC STORE                                        | B2告知ポスター              |
| タワーレコード、HMV、TSUTAYA、山野楽器、ほか一部のCDショップ | ステッカー                  |

- Billboard JAPANとのコラボ企画として『#みんなのスキマスイッチ』第2弾が開催[注釈 1]。アーティスト・著名人によるスキマスイッチの楽曲のみのプレイリストが公開された[12]。
  - プレイリストは、DAMのデンモクでも公開された[13]。
  - 参加アーティストとプレイリストのタイトルは以下のとおり。

| アーティスト                    | タイトル                           |
| ------------------------------- | ---------------------------------- |
| 中島颯太（FANTASTICS）          | 人生において支えになるプレイリスト |
| 橋口洋平（wacci）               | 愛すべき主人公たち                 |
| セントチヒロ・チッチ            | スキマと暮らし                     |
| こたけ正義感                    | タイトルなし                       |
| 林遣都                          | タイトルなし                       |
| Kroi                            | Kroiの好きマスイッチ               |
| 山中拓也（THE ORAL CIGARETTES） | 付き纏うエモーショナルスイッチ     |
| 畠中祐                          | タイトルなし                       |
| 遠藤さくら（乃木坂46）          | タイトルなし                       |